# Vehemence
Vehemence (v překladu prudkost, ráznost, vehemence) je americká death metalová kapela, která se zformovala v roce 1997 v arizonském Phoenixu. V roce 2005 se rozpadla, ale záhy se členové opět dali dohromady.
Skupina kombinuje prvky melodického death metalu a deathcoru s vokálními prvky brutal death metalu.
V roce 2000 vyšlo debutní studiové album s názvem The Thoughts from Which I Hide.

## Diskografie

### Dema
- Vehemence (1998)
- Metal Blade Demos (2001)

### Studiová alba
- The Thoughts from Which I Hide (2000)
- God Was Created (2002)[1]
- Helping the World to See (2004)